# Санта-Изабел (Сан-Паулу)
Санта-Изабел (порт. Santa Isabel)  —  муниципалитет в Бразилии, входит в штат Сан-Паулу. Составная часть мезорегиона Агломерация Сан-Паулу. Находится в составе крупной городской агломерации Сан-Паулу. Входит в экономико-статистический  микрорегион Гуарульюс. Население составляет 48 001 человек на 2006 год. Занимает площадь 361,494 км². Плотность населения — 132,8 чел./км².
Праздник города —  10 июля.

## История
Город основан в 1832 году.

## Статистика
- Валовой внутренний продукт на 2003 составляет 273.426.924,00 реалов (данные: Бразильский институт географии и статистики).
- Валовой внутренний продукт на душу населения на 2003 составляет 5.938,00 реалов (данные: Бразильский институт географии и статистики).
- Индекс развития человеческого потенциала на 2000 составляет 0,766  (данные: Программа развития ООН).

## География
Климат местности: субтропический. В соответствии с классификацией Кёппена, климат относится к категории Cfa.